# HD 8535
HD 8535 — звезда, которая находится в созвездии Феникс на расстоянии приблизительно 171 светового года от нас. Вокруг звезды обращается, как минимум, одна планета.

## Характеристики
HD 8535 представляет собой звезду 7,7 видимой звёздной величины; впервые в астрономической литературе упоминается в каталоге Генри Дрейпера, изданном в начале XX века. Это жёлтый карлик, по массе и размерам сравнимый с нашим Солнцем. Температура поверхности составляет около 6136 кельвинов. Светимость звезды составляет 1,86 солнечной светимости.

## Планетная система
В 2009 году у звезды с помощью высокоточных измерений радиальных скоростей проекта HARPS была обнаружена планета, которая получила обозначение HD 8535 b. Это газовый гигант, имеющий массу, равную 68% массы Юпитера. Она обращается почти по круговой орбите на расстоянии около 2,45 а.е. Год на ней длится 1313 суток.